# Georges Michaud
Georges Michaud war ein französischer Turner, der an den Olympischen Spielen 1900 in Paris teilnahm. Er belegte in dem als „Championnat International de Gymnastique“ bezeichneten Einzelmehrkampf den 49. Platz.